# Violeta Luna

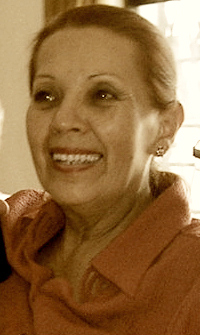
Violeta Luna, 2009

Violeta Luna (* 1943 in Guayaquil) ist eine ecuadorianische Autorin, Dichterin, Professorin und Literaturkritikerin.

## Preis/ Auszeichnung
- Preis "A los mejores cuentos", 1969.
- Volkspreis"Ismael Pérez Pazmiño", Diario El Universo, Guayaquil, 1970.
- Volkspreis"Jorge Carrera Andrade", Municipio del Distrito Metropolitano de Quito, 1994.

## Werke
Gedicht:
- Poesía universitaria (Quito, 1964)
- El ventanal del agua (Quito, 1965)
- Y con el sol me cubro (Quito, 1967)
- Posiblemente el aire (Quito, 1970)
- Ayer me llamaba primavera (Quito, 1973)
- La sortija de la lluvia (Guayaquil, 1980)
- Corazón acróbata (Quito, 1983)
- Memorias de humo (Quito, 1987)
- Las puertas de la hierba (Quito, 1994)
- Solo una vez la vida (Quito, 2000)
- La oculta candela (Quito, 2005)
- Poesía Junta (Quito, 2005)[2]

Novelle:
- Los pasos amarillos (Quito, 1970)

Essay:
- La lírica ecuatoriana (Guayaquil, 1973)

Anthologie:
- Lírica ecuatoriana contemporánea (Bogotá, 1979)
- Diez escritoras ecuatorianas y sus cuentos (Guayaquil, 1982)
- Poesía viva del Ecuador (Quito, 1990)
- Between the Silence of Voices: An Anthology of Contemporary Ecuadorean Women Poets (Quito, 1997)
- Antología de narradoras ecuatorianas (Quito, 1997)
- Poesía erótica de mujeres: Antología del Ecuador (Quito, 2001)

## Gedichte und Referenzen
1. ↑  Archivierte Kopie (Memento des Originals vom 14. April 2009 im Internet Archive)  Info: Der Archivlink wurde automatisch eingesetzt und noch nicht geprüft. Bitte prüfe Original- und Archivlink gemäß Anleitung und entferne dann diesen Hinweis. Poesiefestival Medellín

| Personendaten    | Personendaten                                                      |
| ---------------- | ------------------------------------------------------------------ |
| NAME             | Luna, Violeta                                                      |
| KURZBESCHREIBUNG | ecuadorianische Schriftstellerin, Kritikerin und Hochschullehrerin |
| GEBURTSDATUM     | 1943                                                               |
| GEBURTSORT       | Guayaquil                                                          |